# Goera tricaisema
Goera tricaisema är en nattsländeart som beskrevs av Malicky 1995. Goera tricaisema ingår i släktet Goera och familjen grusrörsnattsländor. Inga underarter finns listade i Catalogue of Life.